# .eh
.eh es el dominio de nivel superior geográfico para el Sáhara Occidental, antigua provincia española, la cual no está asignada.